# Пендлтон (Орегон)
Пендлтон (енгл. Pendleton) град је у америчкој савезној држави Орегон.

## Демографија
По попису из 2010. године број становника је 16.612, што је 258 (1,6%) становника више него 2000. године.
| Група             | 2000.          | 2010.          |
| Белци             | 14.247 (87,1%) | 13.690 (82,4%) |
| Афроамериканци    | 250 (1,5%)     | 231 (1,4%)     |
| Азијати           | 154 (0,9%)     | 187 (1,1%)     |
| Хиспаноамериканци | 981 (6,0%)     | 1.605 (9,7%)   |
| Укупно            | 16.354         | 16.612         |